# Vara SK
Vara SK är en idrottsklubb från Vara som bildades 1926. Vara Sportklubb har i dag två idrotter på sitt program; bordtennis, futsal och fotboll. Fotbollslaget har gulsvarta dräkter, och spelar sina hemmamatcher på Torsvallen. Nuvarande ordförande är Kristoffer Hjelm. 
Vara SK:s herrlag avancerade från Division 4 2012 som bästa 2:a i Västergötland, och kvalificerade sig därmed för Division 3 2013. Vara SK:s herrlag i fotboll har som högst legat i tredje divisionen och har kvalat till division 2. 
Vara SK:s damlag i fotboll vann division 3, 2012. Efter serieomläggningen inom svensk damfotboll inför 2013 fick de, tack vare sin serieseger i Division 3, chansen att kvala till Division 1. Ett kval som Vara SK vann, och därmed blev klara för division 1 2013. 
Den 1 december 2011 skrev fotbollsspelaren Johan Svantesson på för Gefle IF.